# Jacob Weber

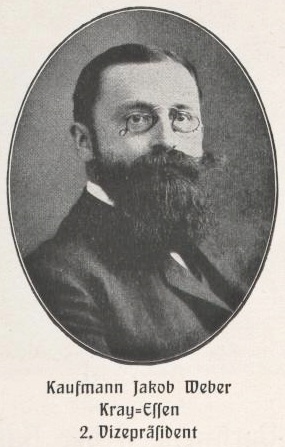
Jacob Weber als Vizepräsident des Deutschen Katholikentags, 1912

Jacob Weber (* 25. Oktober 1872 in Lebach; † 11. Dezember 1944 in Essen) war ein deutscher Politiker.

## Leben
Er war der Sohn eines Schreinermeisters und erlernte von 1893 bis 1896 den Kaufmannsberuf, bei der Keramikfirma Villeroy & Boch in Mettlach. Ab 1896 fand Weber eine Anstellung beim Rheinisch-Westfälischen Kohlen-Syndikat in Essen, wo er in eine leitende Stellung aufstieg. Später avancierte er zum Vorsitzenden und Manager der Grundbesitzer- und Fabrikantenvereinigung Essen-Eickenscheidt.
Jacob Weber gehörte ab 1909 als Zentrumsmitglied dem Gemeinderat von Kray an. Beim Deutschen Katholikentag in Aachen, 1912, war er Vizepräsident der Veranstaltung. Er fungierte von 1923 bis 1925 als Beigeordneter der Gemeinde Kray. Am 3. März 1926 wählte man ihn dort zum Bürgermeister, welches Amt er bis zum 30. September 1929 bekleidete. Am nächsten Tag wurde Kray nach Essen eingemeindet und Weber übernahm eine Stelle als Beigeordneter der Stadt Essen.
Der Saarländer war von 1927 bis 1933 Vorsitzender der Zentrumspartei Essen und gehörte seit 1920 auch dem Provinziallandtag der Rheinprovinz an.
Weber erhielt ein Ehrengrab der Stadt Essen auf dem Friedhof Kray. Nach ihm wurde am 15. Juli 1954 die Jacob-Weber-Straße in Essen-Kray benannt.